# Balanzac
Balanzac é uma comuna francesa na região administrativa da Nova Aquitânia, no departamento de Charente-Maritime. Estende-se por uma área de 12,75 km². Em 2010 a comuna tinha 553 habitantes (densidade: 43,4 hab./km²).